# Damm vid Uttertjärnen
Damm vid Uttertjärnen är en damm i Älvsbyns kommun i Norrbotten och ingår i Piteälvens huvudavrinningsområde. Sjön har en area på 0,126 kvadratkilometer och ligger 213 meter över havet. Viss kallar dammen för Uppretjärnen, men enligt Lantmäteriet avser Uttertjärnen en annan sjö belägen omkring 400 meter öster om, nedströms, dammen.

## Delavrinningsområde
Damm vid Uttertjärnen ingår i det delavrinningsområde (730143-170526) som SMHI kallar för Utloppet av Uttertjärnen. Medelhöjden är 238 meter över havet och ytan är 1,12 kvadratkilometer. Det finns ett avrinningsområde uppströms, och räknas det in blir den ackumulerade arean 5,95 kvadratkilometer. Vattendraget som avvattnar avrinningsområdet har biflödesordning 5, vilket innebär att vattnet flödar genom totalt 5 vattendrag innan det når havet efter 110 kilometer. Avrinningsområdet består mestadels av skog (44 procent). Avrinningsområdet har 0,12 kvadratkilometer vattenytor vilket ger det en sjöprocent på 10,5 procent.